# Allopauropus oculatus
Allopauropus oculatus är en mångfotingart som först beskrevs av Hansen 1901.  Allopauropus oculatus ingår i släktet småfåfotingar, och familjen fåfotingar. Inga underarter finns listade i Catalogue of Life.